# Carathis australis
Carathis australis är en fjärilsart som beskrevs av Rothschild 1909. Carathis australis ingår i släktet Carathis och familjen björnspinnare. Inga underarter finns listade i Catalogue of Life.